# 12-та піхотна дивізія (США)
12-та піхотна дивізія (США) (англ. 12th Infantry Division (United States) — військове з'єднання, піхотна дивізія армії США. Дивізія формувалася за часи Першої світової війни, втім участі у бойових діях не брала.
У квітні 1922 року була організована «Філіппінська дивізія», яка комплектувалася переважно з офіцерів армії США та філіппінських рядових. Її основною метою був захист Філіппін від вторгнення. Коли у 1935 році була створена Філіппінська армія, вона забезпечила потенційний резерв кандидатів з філіппінців з військовим досвідом. Філіппінська дивізія, або з 1944 по 1947 рік 12-та піхотна дивізія, була основною піхотною дивізією США у складі Філіппінського департаменту армії США до та під час Другої світової війни.

## Історія з'єднання
12-та дивізія була частиною групи з шести дивізій (9-14-та), які Військове міністерство наказало сформувати в середині 1918 року з військ Регулярної армії, посиленої призовниками. Очікувалося, що навчання дивізій триватиме чотири місяці і буде завершено до кінця листопада 1918 року.
9 липня 1918 року Військове міністерство наказало організувати 12-ту дивізію в Кемп-Девенс. Формування дивізії розпочалося 12 липня. 36-й піхотний та 42-й піхотні полки були перекинуті до Кемп-Девенс у другій половині липня, щоб увійти до складу дивізії; 42-й піхотний полк був переданий дивізії 5 липня 1918 року. Кадри сержантів та рядових були взяті з кожного з двох існуючих полків і призначені до нових 73-го та 74-го піхотних полків, обидві сформовані на воєнний час частини Національної армії, що складалися переважно з призовників з північного сходу США, як організаційне ядро. 12-та бригада польової артилерії, яка мала стати дивізійною артилерією, була організована та навчена в таборі Макклеллан, штат Алабама, але насправді так і не приєдналася до дивізії в таборі Девенс до її розформування. Вона складалася з 34-го, 35-го та 36-го полків польової артилерії та батареї окопних мінометів.
До 1 вересня 1918 року підготовка дивізії до служби за кордоном йшла повним ходом. Лише після перемир'я 11 листопада 1918 року надійшов наказ про розформування дивізії. До 31 січня 1919 року весь некадровий особовий склад, як рядовий, так і офіцерський, був звільнений у запас. Генерал-майор Генрі П. Маккейн командував цією дивізією з моменту її створення до її розформування.
10 квітня 1922 року у складі Регулярної армії у Форт-Вільям-Мак-Кінлі, Філіппінські острови була сформована Філіппінська дивізія. Дивізія була основними наземними силами Філіппінського департаменту та мала завдання захищати Філіппінський архіпелаг від потенційного вторгнення.
Підрозділи Філіппінської дивізії виконували завдання з оборони Манілі, Форт-Вільям Мак-Кінлі та Батаану до оголошення війни на Тихому океані 8 грудня 1941 року. Після двох днів бомбардувань дивізія вийшла у визначені райони зосередження для прикриття відходу військ до Батаану та опору просуванню противнику в районі затоки Субік. З 11 по 23 грудня 1941 року війська закріпилися на визначених рубежах оборони, а 23 грудня 1941 року дивізію було призначено до складу Сил оборони Батаану. Протягом січня 1942 року частини з'єднання вели оборонні та ар'єргардні бої в цьому регіоні.
Бойові дії на Філіппінах продовжувалися до квітня 1942 року, коли підрозділи Філіппінської дивізії зазнали поразки й були розбиті.
6 квітня 1946 року дивізію було перейменовано на 12-ту піхотну дивізію, розформовано 30 квітня 1947 року.